# Qizil-Uzun
Le Qizil-Uzun  est une rivière d'Iran qui coule dans la province du Lorestan.
C'est l'affluent principal du Karkheh, donc un sous-affluent du Chatt-el-Arab. 

## Géographie
Le Qizil-Uzun naît dans les monts du Zagros iranien. Il draine la région de Khorramabad, chef-lieu du Lorestan, et coule globalement d'est en ouest. Il baigne la ville de Pol-e Dokhtar, et quelques kilomètres plus loin se jette dans le Karkheh, en rive gauche. 